# Marcel Valotaire
Marcel Valotaire, né le 17 mars 1889 à Saumur et mort le 14 juin 1979 à Tigre dans la province de Buenos Aires, est un avocat, homme de lettres, historien du livre, critique d'art et écrivain français.
Jeune avocat angevin, il abandonne le barreau pour l'édition. En 1924, il donne l'occasion à Jean-Adrien Mercier d'exécuter ses premières affiches lithographiques.
Il est notamment l'auteur d'ouvrages consacrés aux peintes et illustrateurs Pierre Delaunay, Georges Gobo, Sylvain Sauvage, Jean Émile Laboureur, ainsi que d'un roman érotique, Nous Deux - Simples Papiers Du Tiroir Secret. Ce roman, qui n'a fait l'objet que de trois éditions, a été publié sous le pseudonyme de Nelly et Jean, du nom des deux personnages. L'édition originale, de 1929, était illustrée de quarante-six gravures de Jean Dulac et demeure une rareté bibliophilique. Cité par Jean-Jacques Pauvert qui a réédité l'ouvrage aux éditions La Musardine en 2001, le libraire Jean-Pierre Dutel en dit ceci : « Publié sous le manteau, ce livre est un des plus beaux, mais également un des plus chers parus avant la guerre. Ce roman est un des chefs-d’œuvre du roman érotique contemporain ».
Il a rédigé des préfaces notamment pour Jean Giraudoux et Pierre Mac Orlan.